# Hermann Silwedel
Hermann Gustav Silwedel (* 19. März 1877 in Hohenwalde, Landkreis Landsberg (Warthe), heute Wysoka, Gemeinde Lubiszyn, Woiwodschaft Lebus, Polen; † 10. Mai 1936 in Landsberg an der Warthe, heute Gorzów Wielkopolski) war ein deutscher Komponist und Musikverleger.

## Leben
Mit 16 zog er nach Landsberg an der Warthe. Silwedel gründete 1900 nach seiner musikalischen Ausbildung einen Musikverlag mit Druckerei („Hermann Silwedel – Musikalien-Verlag und Druckerei“) in Landsberg an der Warthe. Neben seinen eigenen Werken für Orchester, Blasorchester und Kammermusik veröffentlichte er auch Werke anderer Komponisten.
Hermann Silwedel war ein sogenannter „Heimatkomponist“ und daher zunächst nur regional bekannt, später auch überregional. Er wohnte in der Zechowerstr. 23 (heute: Ulica Warszawska 89).
1901 heiratete er Clara Augusta Mittelstädt. Aus dieser Verbindung gingen die Söhne Carl Hermann, Gerhard Gustav, Kurt Julius und Joachim hervor. Letzterer starb im Alter von 15 Jahren.
Offen ist, ob Silwedel Mitglied der NSDAP war. Sicher ist, dass die Nationalsozialisten die von ihm komponierten Märsche für große Aufführungen nutzten. Er selbst – folgt man dem Landsberger Marschalbum – war dabei Dirigent. In diesem Zusammenhang konzentrierte er sich mehr auf die Komposition von Märschen, also Blasmusik. Vormals hatte er vor allem Streichmusik komponiert. Diese fanden großen Anklang bei den Anhängern der Nationalsozialisten.

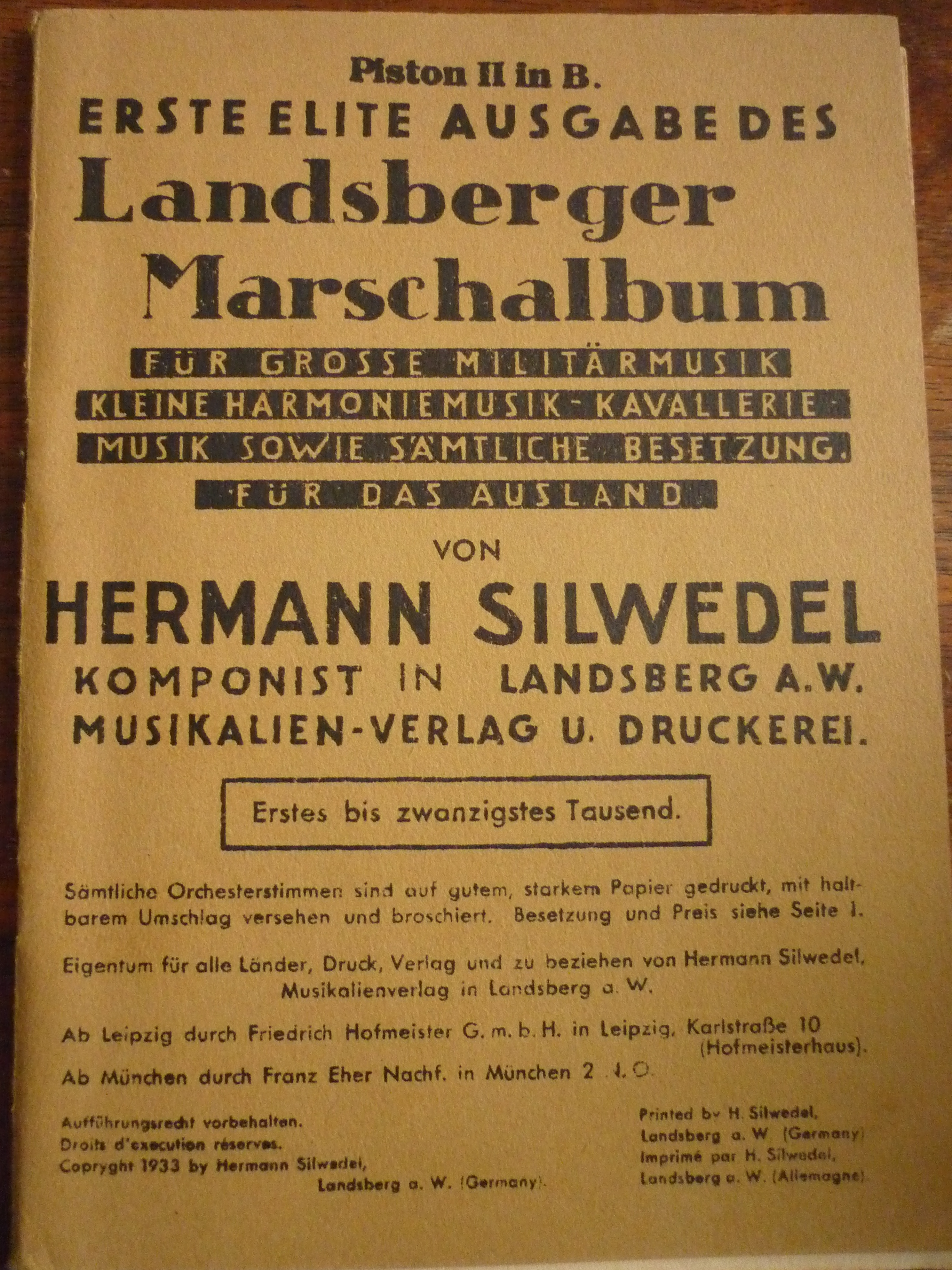
Das „Landsberger Marschalbum“ von 1933

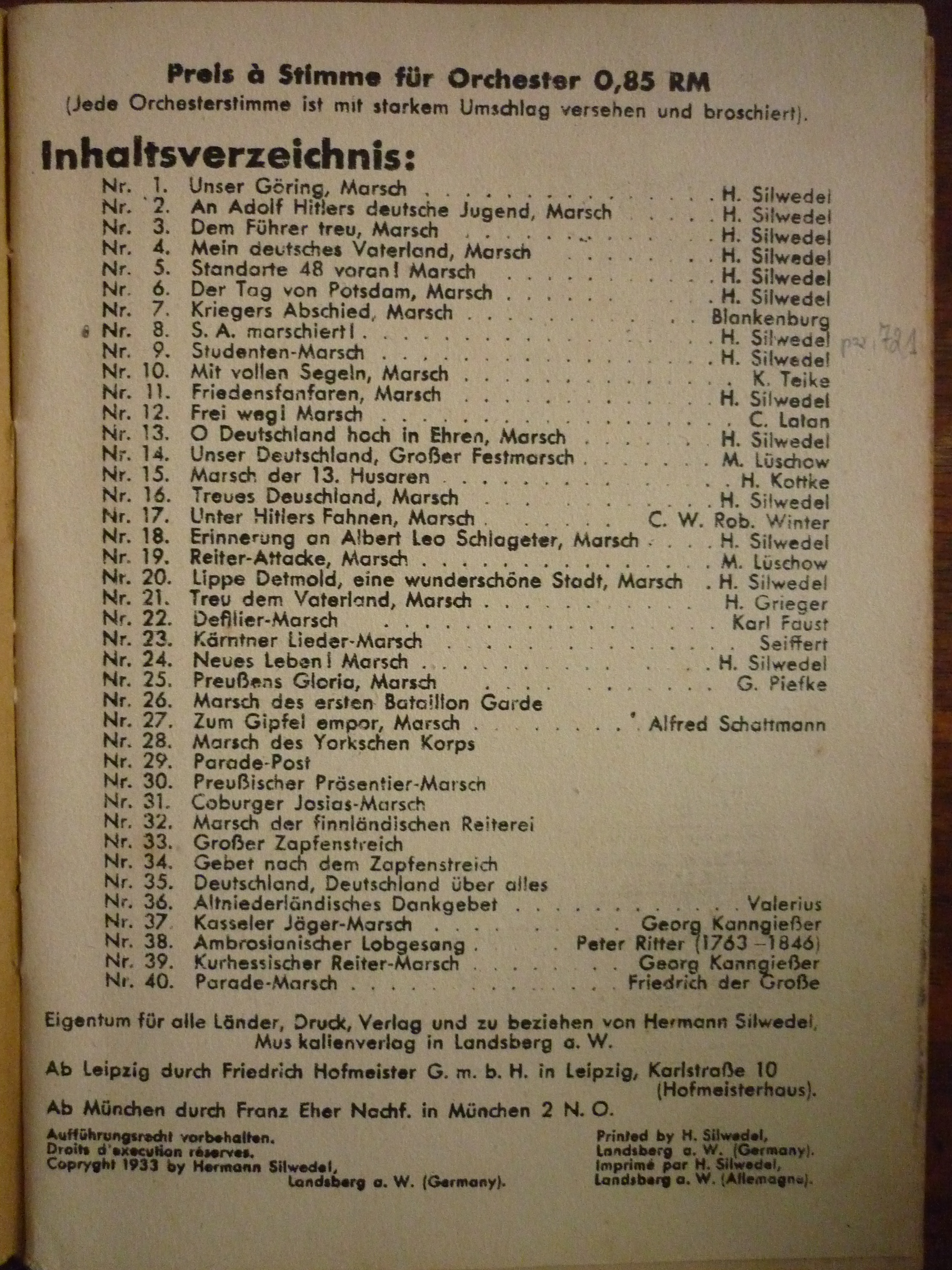
Inhaltsverzeichnis des Landsberger Marschalbums

An der Nähe zur NSDAP bestehen keine Zweifel, wenn man sich das „Landsberger Marschalbum“ betrachtet (Unser Göring, An Adolf Hitlers deutsche Jugend, S.A. marschiert!). Ungeklärt ist bislang, ob seine Märsche umbenannt und mit NDSDAP-Bezeichnungen versehen wurden oder ob er diese zusätzlich komponiert hat.
Weiterhin ist bekannt, dass Hermann Silwedel Verleger des Komponisten und Polizisten Carl Teike war:

„[…] Auf der Suche nach neuen, ebenso erfolgverheißenden Melodien stieß nun der Berliner Musikverleger Erwin Dowe im März dieses Jahres auf eine alte, unbekannte Partitur. Polizist Teike hatte die Notenblätter ohne Titel im Oktober 1918 beschriftet und seinem Verleger Hermann Silwedel anvertraut. Der ließ sie in der Schublade liegen – ‚wahrscheinlich, um nach dem verlorenen Krieg marschfreudigere Zeiten abzuwarten‘ (Philips-Plattenproduzent Theo Knobel) – und vererbte sie seinem Sohn Gerhard Silwedel. Von ihm kaufte Dowe das Manuskript für 500 Mark. Dowe war kaum im Besitz des Papiers, das ihm an der Musikalienbörse einen Anteil an der neuen Marsch-Hausse sichern soll, da übertrug er dem auf Märsche spezialisierten Produzenten Knobel die Erstveröffentlichungsrechte für Schallplatten […]“

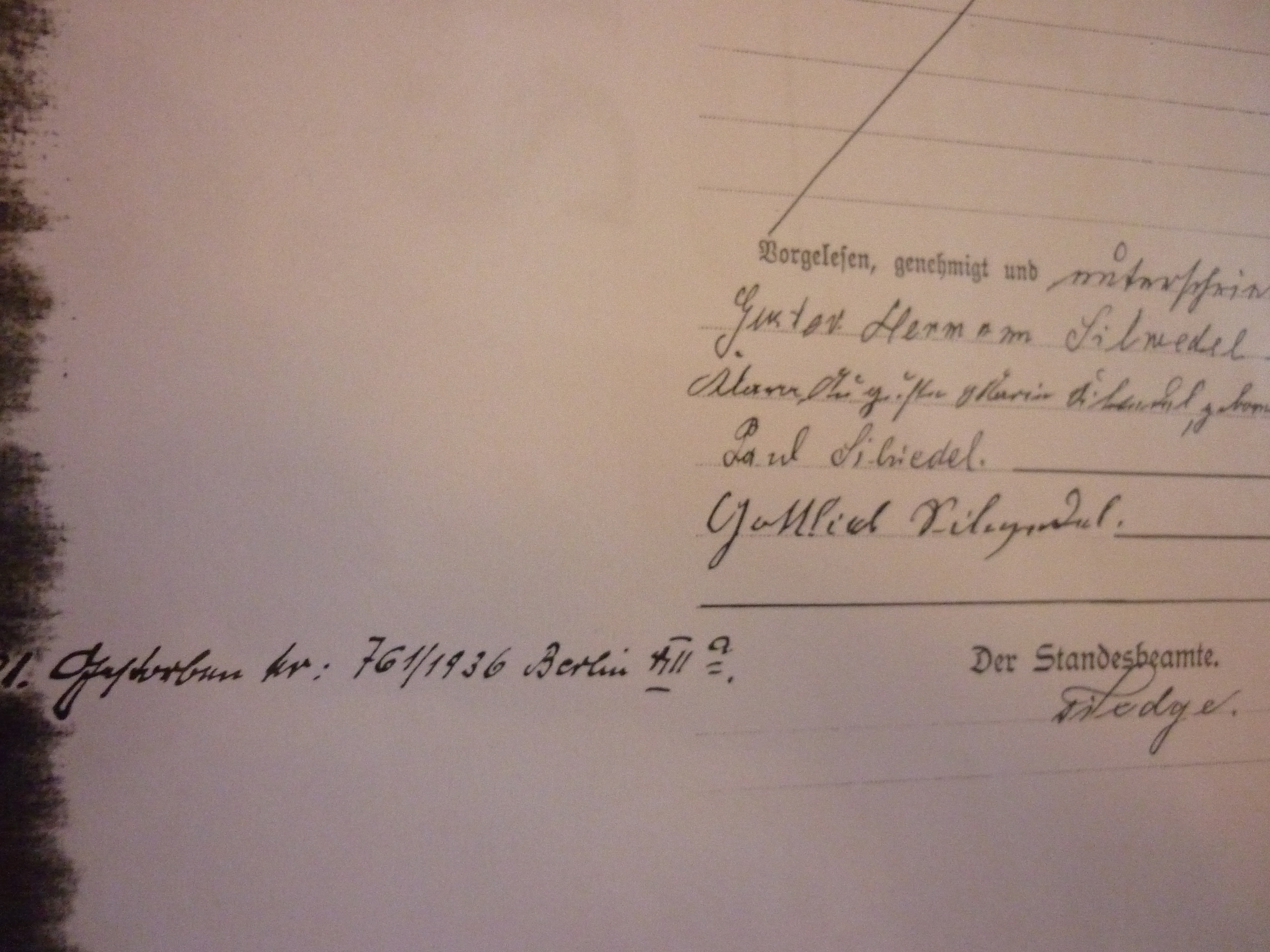
Hermann Silwedels Standesamt-Akte Nr. 761/1936, Berlin XII a.

## Werke für Orchester

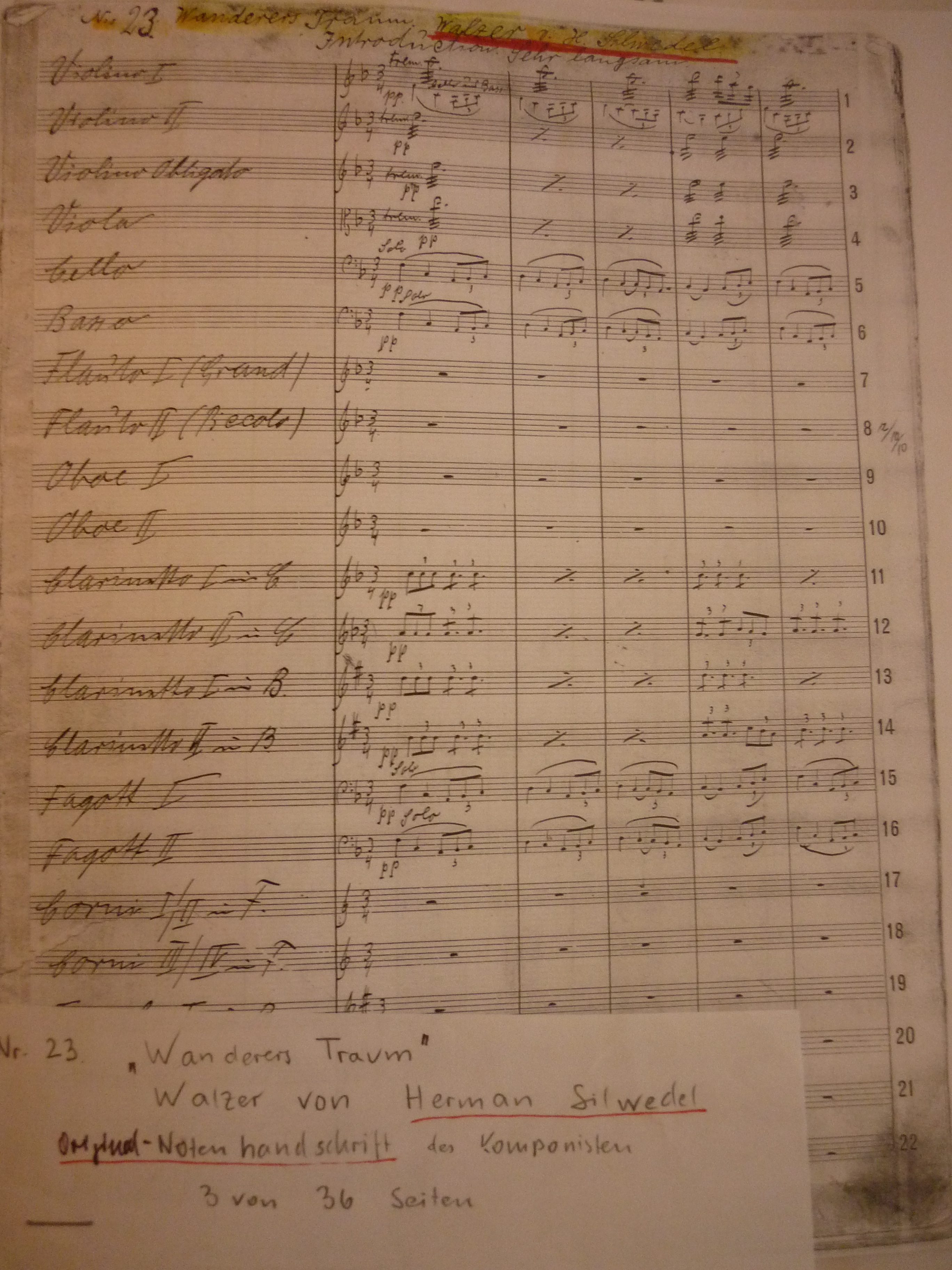
Wanderers Traum – Originalnoten des Komponisten

- 1920 Gelegenheitsheft Nr. 1 für Streichorchester
- 1920 Landsberger Konzert-Heft Nr. 1 für Streichorchester
- 1920 Landsberger Konzert-Heft Nr. 2 für Streichorchester
- 1921 Beim Wein, Rheinländer
- 1921 Sirenen-Walzer
- 1935 Landsberger Konzert-Album Nr. 4 für Streichorchester

### Werke für Blasorchester
- 1922 Eröffnungs-Ouvertüre
- 1926 Konzert-Ouvertüre
- 1927 Zukunftsbilder, Ouvertüre
- 1928 Festouvertüre
- Das Mutterherz, Walzer
- Landsberger Balltänze für Orchester
- Landsberger Tanz-Album (Sechs Ausgaben)
- Ouverture characteristique

### Märsche
| - All Hail - An Bord - An Bord SMS „Fürst Bismarck“ - Andreas Hofer - Ans Vaterland, ans teure - Auf Wiederseh’n - Aus Deutschlands guten Tagen - Bavaria - Brüder in Zechen und Gruben - Das Wandern ist des Müllers Lust - Demay - Der große König „Fridericus Rex“ - Der letzte Weg, Trauermarsch - Der Tag von Potsdam - Deutsches Herz, verzage nicht - Deutschlands Zukunft - Ein Gruß den deutschen Truppen - Ein Hoch den Schutzenbrüdern - Erinnerung an Zürich - Fliegergruß - Friedensfanfaren | - Frühlingsjubel - Fürs Vaterland - Fürst Bülow - Gewagt – gewonnen - Glück auf - Gruß an Europa - Heimwehr - Hochzeitsfest - Hurra Germania - Ich hatt’ einen Kameraden, Trauermarsch - Im Krug zum grünen Kranz - In Reihe und Glied - Jubiläums-Fest-Marsch - Krieger - Kriegskameraden - Leibjäger - Letzter Gruß, Trauermarsch - Lieb Heimatland - Lippe Detmold, eine wunderschöne Stadt - Manöverleben - Matrosen | - Mein deutsches Vaterland - Mein Gruß - Mit Herz und Hand - Neues Leben - O Deutschland hoch in Ehren - Orpheum - Paradeklänge - Patriotischer Fest-Marsch - Ruhe in Gott, Trauermarsch - Schneidige Kavallerie - Siegesklänge - Sportkameraden - Studentenmarsch - Unsere Heldensöhne - Unsere Pioniere - Unter Trauerfahnen, Trauermarsch - Vergesst die Toten nicht, Trauermarsch - Viktoria - Wanderlust - Zur Fahnenweihe |